# Platon Kerzjentsev
Platon Michajlovitj Kerzjentsev (ryska: Платон Михайлович Керженцев), född 16 augusti (gamla stilen: 4 augusti) 1881 i Moskva, död där 2 juni 1940, var en sovjetrysk diplomat.
Kerzjentsev var ursprungligen teaterkritiker och politisk författare, skrev en bok om brittisk imperialism, var en tid docent vid Moskvauniversitetet och 1910–1912 tidningsman i Sankt Petersburg. Han blev som deltagare i den revolutionära rörelsen dömd att deporteras till Sibirien, lyckades snart rymma och vistades sedan i Storbritannien och USA till 1917, då han efter februarirevolutionen återvände till Ryssland och blev medarbetare i Maksim Gorkijs tidning Novaja Sjisnj samt efter oktoberrevolutionen samma år medarbetare i regeringsorganet Izvestija i Moskva och 1919 ledare av telegrambyrån Rosta.
Kerzjentsev var 1920 delegerad vid fredsförhandlingarna med Finland och 1921–1923 sovjetregeringens befullmäktigade ombud i Stockholm. Under denna tid ledde han förhandlingarna med Norge om handelsavtal 1921 och förhandlade även om ett sådant med Sverige (det blev emellertid förkastat av svenska riksdagen 1922).
Av Kerzjentsevs skrifter kan nämnas en biografi över Vladimir Lenin (1934), vilken två gånger utkommit i svensk översättning (1938 och 1973).